# Podlesje
Podlesje este o localitate din comuna Kočevje, Slovenia.